# Elvis Harewan
Elvis Nuh Herawan (sinh ngày 15 tháng 6 năm 1990) là một cầu thủ bóng đá người Indonesia hiện tại thi đấu ở vị trí hậu vệ cho Semen Padang F.C. ở Liga 1.

## Sự nghiệp

### Cacusan CF
2016
Vào tháng 2 năm 2016, Elvis gia nhập Cacusan CF ở Liga Futebol Amadora 2016, anh có bản hợp đồng 1 năm với người bạn khi còn ở lại Persipura Jayapura, Moses Banggo và Marco Kabiay.